# تاختا کورپی
تاختا کورپو بزرگترین محله خوی که معادل فارسی آن تخته پل است، یکی از برزن‌های محله امام زاده شهرستان خوی  می‌باشد. 
پارک بزرگی به همراه کتابخانه عمومی  در منطقه تخته پل خوی بنام پارک طوبی، ساخته شده که در سال۱۳۸۸ بهره برداری شد.
در سال 1400 سالن بزرگی در تخته پل شهر خوی افتتاح گردید.